# NGC 5804
NGC 5804 је спирална галаксија у сазвежђу Волар која се налази на NGC листи објеката дубоког неба.
Деклинација објекта је + 49° 40' 7" а ректасцензија 14h 57m 6,6s. Привидна величина (магнитуда) објекта NGC 5804 износи 13,1 а фотографска магнитуда 13,9. NGC 5804 је још познат и под ознакама UGC 9627, MCG 8-27-38, CGCG 248-32, KUG 1455+498A, IRAS 14554+4952, PGC 53437.